# Мегаметар
Мегаметар (симбол: Мm) јединица је за дужину једнака 1.000.000 метара.
мегаметар << гигаметар << тераметар